# Rubus moestifrons
Rubus moestifrons är en rosväxtart som beskrevs av Sergei Vasilievich Juzepczuk. Rubus moestifrons ingår i släktet rubusar, och familjen rosväxter. Inga underarter finns listade i Catalogue of Life.